# Mamaia Idu Trophy
Il Mamaia Idu Trophy è un torneo professionistico di tennis giocato su campi in terra rossa. Fa parte dell'ITF Women's Circuit. Si gioca annualmente a Mamaia in Romania.

## Albo d'oro

### Singolare
| Anno | Campionessa    | Finalista          | Punteggio          |
| ---- | -------------- | ------------------ | ------------------ |
| 2011 | Andreea Mitu   | Inés Ferrer Suárez | 6–3, 6–0           |
| 2012 | Sharon Fichman | Patricia Maria Țig | 6–3, 6–7(5–7), 6–3 |
| 2013 | Cristina Dinu  | Cindy Burger       | 6–7(5–7), 7–5, 6–0 |

### Doppio
| Anno | Campionesse                            | Finaliste                       | Punteggio     |
| ---- | -------------------------------------- | ------------------------------- | ------------- |
| 2011 | Elena Bogdan Alexandra Cadanțu         | Marina Šamajko Sofia Shapatava  | 6–2, 6–2      |
| 2012 | Elena Bogdan Ioana Raluca Olaru        | Danka Kovinić Tadeja Majerič    | 7–6(7–4), 6–3 |
| 2013 | Kamila Kerimbajeva Christina Shakovets | Diana Buzean Inés Ferrer Suárez | 6–3, 7–5      |